# Communauté de communes de la Forêt
Die Communauté de communes de la Forêt ist ein französischer Gemeindeverband mit der Rechtsform einer Communauté de communes im Département Loiret in der Region Centre-Val de Loire. Sie wurde am 31. Dezember 1999 gegründet und umfasst zehn Gemeinden. Der Verwaltungssitz befindet sich im Ort Neuville-aux-Bois.

## Mitgliedsgemeinden
| Gemeinde                           | Einwohner 1. Januar 2022 | Fläche km² | Dichte Einw./km² | Code INSEE | Postleitzahl |
| ---------------------------------- | ------------------------ | ---------- | ---------------- | ---------- | ------------ |
| Aschères-le-Marché                 | 1.140                    | 20,90      | 55               | 45009      | 45170        |
| Bougy-lez-Neuville                 | 156                      | 16,73      | 9                | 45044      | 45170        |
| Loury                              | 2.582                    | 34,36      | 75               | 45188      | 45470        |
| Montigny                           | 243                      | 5,36       | 45               | 45214      | 45170        |
| Neuville-aux-Bois                  | 4.984                    | 31,74      | 157              | 45224      | 45170        |
| Rebréchien                         | 1.396                    | 19,19      | 73               | 45261      | 45470        |
| Saint-Lyé-la-Forêt                 | 1.235                    | 27,22      | 45               | 45289      | 45170        |
| Traînou                            | 3.419                    | 33,68      | 102              | 45327      | 45470        |
| Vennecy                            | 2.045                    | 10,71      | 191              | 45333      | 45760        |
| Villereau                          | 401                      | 9,12       | 44               | 45342      | 45170        |
| Communauté de communes de la Forêt | 17.601                   | 209,01     | 84               | –          | –            |